# Pagliara
Pagliara – miejscowość i gmina we Włoszech, w regionie Sycylia, w prowincji Mesyna.
Według danych na rok 2004 gminę zamieszkiwało 1237 osób, 88,4 os./km².